# Gelanor proximus
Gelanor proximus là một loài nhện trong họ Mimetidae.
Loài này thuộc chi Gelanor. Gelanor proximus được Cândido Firmino de Mello-Leitão miêu tả năm 1929.